# Если бы стены могли говорить
«Если бы стены могли говорить» (англ. If These Walls Could Talk) — фильм, состоящий из трёх новелл и рассказывающий историю трёх женщин, в разное время живших в одном доме и столкнувшихся с проблемой аборта. Фильм стал очень успешным, что подтвердилось его номинациями на премии «Золотой глобус» и «Эмми», а также выходом сиквела «Если бы стены могли говорить 2» в 2000 году.

## Сюжет

### 1952
История овдовевшей медсестры Клэр Доннелли (Деми Мур), живущей в пригороде Чикаго. Она случайно забеременела от своего свояка и решается сделать аборт, чтобы не травмировать семью покойного мужа. Но аборт в то время был запрещён, и Клэр долго не может найти способ, как его провести. В больнице, в которой она работает, её коллега даёт ей телефон знакомой женщины, которая в свою очередь выводит Клэр на человека, который может ей помочь. Клэр делают аборт, но из-за того, что он сделан плохо, у неё открывается кровотечение. Истекающая кровью, она звонит в скорую помощь, но падает, не в силах сообщить свой адрес.

### 1974
История о стареющей матери четырёх детей Барбаре Барроуз (Сисси Спейсек), которая, только вернувшись на работу в колледж и начав писать диссертацию обнаруживает, что беременна. Барбара понимает, что если она родит, то это будет трудностью для её семьи: ей придётся оставить диссертацию и колледж, желание мужа выйти на пенсию останется в прошлом, а дочь будет вынуждена прекратить обучение в дорогой и престижной школе. Но поддерживаемая мужем и дочерью Барбара не решается на аборт и готова к новым трудностям, связанным с рождением пятого ребёнка.

### 1996
История о Кристин Каллен (Энн Хейч), юной студентке, забеременевшей от своего профессора. Тот, в свою очередь, готов дать Кристин денег, чтобы замять ситуацию, и тогда она решается на аборт. Кристин приезжает в клинику, но протестующие рядом представительницы христианской организации способствуют тому, что неуверенная в правильности своего решения Кристин уезжает домой. Но через пару дней, обдумав всё ещё раз, она возвращается в клинику. В это время одна из христианских организаций устроила там крупный пикет против абортов. Кристин удаётся пробраться в клинику и доктор Бэт Томпсон (Шер) делает ей операцию. Но неожиданно в кабинет врывается один из протестующих с пистолетом и стреляет в доктора.

## В ролях

### 1952
- Деми Мур — Клэр Доннелли
- Ширли Найт — Мэри Доннелли
- Кэтрин Кинер — Бэки Доннелли
- Джейсон Лондон — Кевин Доннелли
- Си Си Эйч Паундер — Дженни Форд
- Тим Дикей — муж Бэки

### 1974
- Сисси Спейсек — Барбара Барроуз
- Ксандер Беркли — Джон Барроуз
- Хэди Барресс — Линда Барроуз
- Джоанна Глисон — Джулия
- Джордана Спиро — Элисон

### 1996
- Энн Хейч — Кристин Каллен
- Шер — Доктор Бет Томпсон
- Джада Пинкетт Смит — Патти
- Айлин Бреннан — Тэсси
- Линдсей Краус — Фрэнсис Уайт
- Мэттью Лиллард — Протестующий

## Номинации
- Эмми
  - «Лучший телевизионный фильм» (номинация)
  - «Лучший монтаж в мини-сериале или телевизионном фильме» (номинация)
  - «Лучшая укладка волос в мини-сериале или телевизионном фильме» (номинация)
- Золотой глобус
  - «Лучший мини-сериал или телевизионный фильм» (номинация)
  - «Лучшая актриса в мини-сериале или телевизионном фильме» — Деми Мур (номинация)
  - «Лучшая актриса второго плана в мини-сериале или телевизионном фильме» — Шер (номинация)